# غواصة يو-116
يو-116 غواصة ألمانيًة من فئة يو 115 تابعًة للبحرية الإمبراطورية الألمانية، بُنيت الغواصة في مدينة شيتشاو فيرك في دانزيج. كشقيقتها الغواصة يو-115، فلم تكتمل أبدًا وفككت في دانزيج بعد الهدنة مع ألمانيا.

### قائمة المراجع
- Gröner، Erich؛ Jung، Dieter؛ Maass، Martin (1991). U-boats and Mine Warfare Vessels. London: Conway Maritime Press. ج. 2. ص. 40. ISBN:0-85177-593-4. {{استشهاد بكتاب}}: |عمل= تُجوهل (مساعدة)  Gröner، Erich؛ Jung، Dieter؛ Maass، Martin (1991). U-boats and Mine Warfare Vessels. London: Conway Maritime Press. ج. 2. ص. 40. ISBN:0-85177-593-4. {{استشهاد بكتاب}}: |عمل= تُجوهل (مساعدة)  Gröner، Erich؛ Jung، Dieter؛ Maass، Martin (1991). U-boats and Mine Warfare Vessels. London: Conway Maritime Press. ج. 2. ص. 40. ISBN:0-85177-593-4. {{استشهاد بكتاب}}: |عمل= تُجوهل (مساعدة)
- غوردون ويليامسون، قوارب يو البحرية كايزر. اوسبري، 2002 ، (ردمك 1-84176-362-4)
- RH Gibson ، موريس برندرغاست، حرب الغواصة الألمانية 1914-1918 ، Periscope Publishing Ltd. ، 2002 ، (ردمك 1-904381-08-1) ، ص.   114
- Eberhard Rössler ، The U-boat: التطور والتاريخ التقني للغواصات الألمانية ، مطبعة المعهد البحري، 1981 ، (ردمك 0-87021-966-9) ، ص.   56
- ستيفان ليبسكي، فلوريان ليبسكي، دويتش يو بووتي: هاندرت ياهري تكنيك أوند إنتويك لونغ ، ميتلر، 2006 ، (ردمك 3-8132-0868-0) ، ص.   85